# 邦兰普
邦兰普（泰語： Bang Lamphu，过去常误写为），又译挽喃蒲、挽揽蒲、邦蘭鋪，本地华裔又称新城门，是曼谷拍那空县的街区，位于拉达那哥欣岛北部的帕阿铁路和讪森路之间，向北和律实县接壤，大致为哒叻裕区所属。

## 历史
“邦兰普”意为海桑溪岸，是指昭拍耶河和邦兰普运河（Khlong Bang Lamphu）两岸的土地，这里曾长满了海桑树。如今区内已经没有海桑树了，最后一棵海桑在2011年水灾时被冲毁。
邦兰普在拉达那哥欣时期以前就已经形成街区，许多王族、大臣和封臣住在这里，泰人、华人、孟人和穆斯林等多个种族的人都在此地定居。在吞武里时代，这里借由运河码头同吞武里来往经商，从而在考山路一带形成大规模的街市。
这里亦居住了一群礼该戏的演员和乐师。泰国传统音乐大师、国家艺术家蒙迪·乍莫（มนตรี ตราโมท）就出生在这里。
邦兰普区内的考山路一带如今是热门旅游目的地，尤其受西方人欢迎，这里聚集大量旅社、民宿、招待所、餐馆、路边摊、酒吧、咖啡厅、服装店、旅行社和泰式按摩店。在邦兰普亦能找到一些著名的校服店。
邦兰普邻近巴翁僧王寺的十三行路一带在20世纪50年代至60年代是年轻人活动的中心地之一，同汪布拉帕一样。这里在当时开有多家咖啡厅、冰淇淋店，还提供自动点唱机和电视，这在当时的曼谷并不多见。1997年的电影《喋血青春》里，这里是曼谷街头帮派交战的地方。

## 目的地
- 考山路
- 巴翁僧王寺
- 差那颂堪寺（英语：Wat Chana Songkhram）
- 讪迪猜巴甘公园（英语：Santi Chai Prakan Park）
- 帕苏门堡垒（英语：Phra Sumen Fort）
- 残存宫门
- 比比邦兰普博物馆（Pipit Banglamphu Museum）
- 玛利万宫（Maliwan Palace，现联合国粮食及农业组织办公地）
- 帕阿铁宫（Phra Athit Palace，现经理报（英语：Manager Daily）办公地）
- 昭拍耶宫（Chao Phraya Palace，现经理报（英语：Manager Daily）办公地）
- 乍甲蓬清真寺（Masjid Chakkaphong）
- 郑王庙，昭拍耶河东岸唯一的郑王庙[16]
- BMA Local Museum Phra Nakhon District
- 班潘通（英语：Ban Phan Thom），曼谷最后的银匠社区
- 钱币博物馆
- 国家美术馆

## 交通
- 曼谷地鐵紫線：曼坤鹏站（Bang Khun Phrom），待建
- 巴士：A4, S1, 2, 3, 6, 9, 12, 15, 30, 32, 33, 43, 47, 53, 56, 59, 64, 65, 68, 70, 82, 127, 503, 516, 524
- 昭拍耶快船：帕阿铁码头（Phra Arthit，N13）